# Équipe de Belgique de football en 1979
Maillots
Chronologie
Saison précédente Saison suivante
L'équipe de Belgique de football dispute en 1979 les éliminatoires du Championnat d'Europe 1980 en Italie.

## Objectifs
Le seul objectif de la saison pour la Belgique est de tenter de se qualifier pour l'Europeo 1980 en Italie.

## Résumé de la saison
Dotée d'une nouvelle « génération dorée », avec le gardien de but Jean-Marie Pfaff, les défenseurs Eric Gerets et Walter Meeuws ou encore l'attaquant Jan Ceulemans, la Belgique termine en tête de son groupe des éliminatoires pour l'Euro 1980 sans connaître la défaite.

## Bilan de l'année
Les éliminatoires du Championnat d'Europe 1980 sont une réussite pour les Belges qui terminent en tête de leur groupe sans la moindre défaite et se qualfient ainsi pour leur 2e phase finale.

### Championnat d'Europe 1980

#### Éliminatoires (Groupe 2)
| Rang | Équipe   | Pts | J | G | N | P | Bp | Bc | Diff |  | Résultats (▼ dom., ► ext.) |     |     |     |     |     |
| ---- | -------- | --- | - | - | - | - | -- | -- | ---- |  | -------------------------- | --- | --- | --- | --- | --- |
| 1    | Belgique | 12  | 8 | 4 | 4 | 0 | 12 | 5  | +7   |  | Belgique                   |     | 1-1 | 2-0 | 2-0 | 1-1 |
| 2    | Autriche | 11  | 8 | 4 | 3 | 1 | 14 | 7  | +7   |  | Autriche                   | 0-0 |     | 1-2 | 3-2 | 4-0 |
| 3    | Portugal | 9   | 8 | 4 | 1 | 3 | 10 | 11 | -1   |  | Portugal                   | 1-1 | 1-2 |     | 1-0 | 3-1 |
| 4    | Écosse   | 7   | 8 | 3 | 1 | 4 | 15 | 13 | +2   |  | Écosse                     | 1-3 | 1-1 | 4-1 |     | 3-2 |
| 5    | Norvège  | 1   | 8 | 0 | 1 | 7 | 5  | 20 | -15  |  | Norvège                    | 1-2 | 0-2 | 0-1 | 0-4 |     |

- Sélection qualifiée pour l'Euro 1980

## Les matchs
| Championnat d'Europe 1980 Éliminatoires - Groupe 2            | Belgique                | 1 - 1   | Autriche   | Stade Emile Versé Anderlecht, Belgique                |                                                       |
| 28 mars 1979 · 20:00 heure locale · Historique des rencontres | Vandereycken 21e (pen.) | (1 – 0) | Krankl 61e | Spectateurs : 6 264 Arbitrage : Ángel Franco Martínez | Spectateurs : 6 264 Arbitrage : Ángel Franco Martínez |
| 28 mars 1979 · 20:00 heure locale · Historique des rencontres | Rapport (RBFA) Rapport  |         |            | Spectateurs : 6 264 Arbitrage : Ángel Franco Martínez | Spectateurs : 6 264 Arbitrage : Ángel Franco Martínez |

| Championnat d'Europe 1980 Éliminatoires - Groupe 2          | Autriche               | 0 - 0   | Belgique | Praterstadion Vienne, Autriche            |                                           |
| 2 mai 1979 · 19:00 heure locale · Historique des rencontres |                        | (0 – 0) |          | Spectateurs : 42 903 Arbitrage : Hilmi Ok | Spectateurs : 42 903 Arbitrage : Hilmi Ok |
| 2 mai 1979 · 19:00 heure locale · Historique des rencontres | Rapport (RBFA) Rapport |         |          | Spectateurs : 42 903 Arbitrage : Hilmi Ok | Spectateurs : 42 903 Arbitrage : Hilmi Ok |

| Championnat d'Europe 1980 Éliminatoires - Groupe 2                 | Norvège                | 1 - 2   | Belgique                        | Ullevaal Stadion Oslo, Norvège                 |                                                |
| 12 septembre 1979 · 19:00 heure locale · Historique des rencontres | Jacobsen 7e            | (1 – 1) | Janssens 31e · Van Der Elst 65e | Spectateurs : 11 255 Arbitrage : Alojzy Jarguz | Spectateurs : 11 255 Arbitrage : Alojzy Jarguz |
| 12 septembre 1979 · 19:00 heure locale · Historique des rencontres | Rapport (RBFA) Rapport |         |                                 | Spectateurs : 11 255 Arbitrage : Alojzy Jarguz | Spectateurs : 11 255 Arbitrage : Alojzy Jarguz |

| Match amical                                                       | Pays-Bas               | 1 - 0   | Belgique | Stade Feijenoord Rotterdam, Pays-Bas         |                                              |
| 26 septembre 1979 · 20:00 heure locale · Historique des rencontres | Poortvliet 76e         | (0 – 0) |          | Spectateurs : 21 135 Arbitrage : Clive White | Spectateurs : 21 135 Arbitrage : Clive White |
| 26 septembre 1979 · 20:00 heure locale · Historique des rencontres | Rapport (RBFA) Rapport |         |          | Spectateurs : 21 135 Arbitrage : Clive White | Spectateurs : 21 135 Arbitrage : Clive White |

Note : Ce match amical fut organisé pour célébrer plusieurs jubilés, soit le 100e anniversaire du football aux Pays-Bas, le 90e anniversaire de la fédération néerlandaise de football (KNVB), le 25e anniversaire du football professionnel aux Pays-Bas ainsi que les adieux de Wim van Hanegem.
| Championnat d'Europe 1980 Éliminatoires - Groupe 2               | Belgique                        | 2 - 0   | Portugal | Stade du Heysel Laeken, Belgique             |                                              |
| 17 octobre 1979 · 20:00 heure locale · Historique des rencontres | Van Moer 46e · Van Der Elst 56e | (0 – 0) |          | Spectateurs : 8 799 Arbitrage : Ulf Eriksson | Spectateurs : 8 799 Arbitrage : Ulf Eriksson |
| 17 octobre 1979 · 20:00 heure locale · Historique des rencontres | Rapport (RBFA) Rapport          |         |          | Spectateurs : 8 799 Arbitrage : Ulf Eriksson | Spectateurs : 8 799 Arbitrage : Ulf Eriksson |

| Championnat d'Europe 1980 Éliminatoires - Groupe 2                | Belgique                          | 2 - 0   | Écosse | Stade du Heysel Laeken, Belgique                 |                                                  |
| 21 novembre 1979 · 20:00 heure locale · Historique des rencontres | Van Der Elst 6e · Voordeckers 47e | (1 – 0) |        | Spectateurs : 14 289 Arbitrage : Eldar Azim Zade | Spectateurs : 14 289 Arbitrage : Eldar Azim Zade |
| 21 novembre 1979 · 20:00 heure locale · Historique des rencontres | Rapport (RBFA) Rapport            |         |        | Spectateurs : 14 289 Arbitrage : Eldar Azim Zade | Spectateurs : 14 289 Arbitrage : Eldar Azim Zade |

| Championnat d'Europe 1980 Éliminatoires - Groupe 2                | Écosse                 | 1 - 3   | Belgique                               | Hampden Park Glasgow, Écosse                    |                                                 |
| 19 décembre 1979 · 20:00 heure locale · Historique des rencontres | Robertson 55e          | (0 – 3) | Vandenbergh 18e · Van Der Elst 23e 29e | Spectateurs : 25 389 Arbitrage : Heinz Aldinger | Spectateurs : 25 389 Arbitrage : Heinz Aldinger |
| 19 décembre 1979 · 20:00 heure locale · Historique des rencontres | Rapport (RBFA) Rapport |         |                                        | Spectateurs : 25 389 Arbitrage : Heinz Aldinger | Spectateurs : 25 389 Arbitrage : Heinz Aldinger |

## Les joueurs
| Joueurs               | Joueurs           | QCE 1980 | QCE 1980 | QCE 1980 | Amical | QCE 1980 | QCE 1980 | QCE 1980 |
| --------------------- | ----------------- | -------- | -------- | -------- | ------ | -------- | -------- | -------- |
| Gardiens de but       |                   |          |          |          |        |          |          |          |
| Jean-Marie Pfaff      | SK Beveren        | 90       |          | 90       | 77e    | r        | r        | r        |
| Theo Custers          | Royal Antwerp FC  | r        | r        | r        | 77e    | 90       | 90       | 90       |
| Michel Preud'homme    | Standard de Liège |          | 90       |          |        |          |          |          |
| Défenseurs            |                   |          |          |          |        |          |          |          |
| Eric Gerets           | Standard de Liège | 90       | 90       | 90       | 90     | 90       | 90       | 90       |
| Walter Meeuws         | Club Bruges KV    | 90       | 90       | 90       |        | 90       | 90       | 90       |
| Hugo Broos            | RSC Anderlechtois | 90       | 90       | 90       |        |          |          |          |
| Michel Renquin        | Standard de Liège | 90       | 90       | 90       | 90     | 75e      | 90       |          |
| Marc Baecke           | SK Beveren        | r        | r        |          | r      |          |          |          |
| Philippe Garot        | Standard de Liège |          |          |          | 90     | 75e      | r        | r        |
| Luc Millecamps        | KSV Waregem       |          |          |          | 90     | 90       | 90       | 90       |
| Walter De Greef       | K Beringen FC     |          |          |          | r      |          |          |          |
| Maurice Martens       | RWD Molenbeek     |          |          |          |        |          |          | 90       |
| Gérard Plessers       | Standard de Liège |          |          |          |        |          |          | 50e      |
| Milieux               |                   |          |          |          |        |          |          |          |
| Julien Cools          | Club Bruges KV    | 70e      | 90       | 90       | 90     | 90       | 90       | 90       |
| René Vandereycken     | Club Bruges KV    | 90       | 90       | 90       | 90     | 90       | 90       | 90       |
| Franky Vercauteren    | RSC Anderlechtois | 90       | 90       | 76e      | 46e    |          |          |          |
| Albert Cluytens       | SK Beveren        | 90       |          | 90       | 90     | r        |          |          |
| René Verheyen         | KSC Lokeren       | r        | r        | 76e      |        | 75e      | 66e      |          |
| Wilfried Van Moer     | K Beringen FC     |          |          |          |        | 75e      | 66e      | 50e      |
| Marc Millecamps       | KSV Waregem       |          |          |          |        |          | r        | r        |
| Attaquants            |                   |          |          |          |        |          |          |          |
| François Van Der Elst | RSC Anderlechtois | 90       | 90       | 90       | 90     | 90       | 90       | 90       |
| Jean Janssens         | SK Beveren        | 90       | 90       | 76e ,    |        |          |          |          |
| Willy Geurts          | Royal Antwerp FC  | 70e      |          |          |        |          |          |          |
| Guy Dardenne          | RAAL La Louvière  | r        | 86e      | r        | 46e    |          |          | 73e      |
| Charles Jacobs        | R Charleroi SC    |          | 86e,     | r        |        |          |          |          |
| Jan Ceulemans         | Club Bruges KV    |          |          | 76e      | 90     | 90       | 90       | 90       |
| Eddy Voordeckers      | Standard de Liège |          |          |          |        | 90       | 90       |          |
| Erwin Vandenbergh     | K Lierse SK       |          |          |          |        | r        | r        | 73e ,    |

Un « r » indique un joueur qui était parmi les remplaçants mais qui n'est pas monté au jeu.
1. 1 2 3 4 5 6  Première sélection officielle pour le joueur.
2. 1 2 3  Dernière sélection officielle pour le joueur.
3. 1 2 3 4  Premier but officiel pour le joueur.

## Aspects socio-économiques

### Couverture médiatique
| Jour de diffusion | Match               | Compétition          | Diffuseur francophone | Diffuseur néerlandophone |
| ----------------- | ------------------- | -------------------- | --------------------- | ------------------------ |
| 28 mars 1979      | Belgique - Autriche | Championnat d'Europe | non diffusé           | non diffusé              |
| 2 mai 1979        | Autriche - Belgique | Championnat d'Europe | RTBF                  | BRT                      |
| 12 septembre 1979 | Norvège - Belgique  | Championnat d'Europe | RTBF                  | non diffusé              |
| 26 septembre 1979 | Pays-Bas - Belgique | Amical               | non diffusé           | non diffusé              |
| 17 octobre 1979   | Belgique - Portugal | Championnat d'Europe | non diffusé           | non diffusé              |
| 21 novembre 1979  | Belgique - Écosse   | Championnat d'Europe | non diffusé           | non diffusé              |
| 19 décembre 1979  | Écosse - Belgique   | Championnat d'Europe | RTBF                  | BRT                      |

Source : Programme TV dans Gazet van Antwerpen.

## Sources

### Archives
1. ↑  (nl) « Concentra online archief », sur krantenarchief.concentra.be, Mediahuis.